# Andrzej Cugier
Andrzej Cugier (ur. 24 lipca 1956 w Lesznie, zm. 5 lipca 2023 w Lesznie) – polski kulturysta, mistrz Europy w kulturystyce z 1986 roku.

## Życiorys
Trenować zaczął w pierwszej połowie lat 70. XX wieku. W 1980 odniósł swój pierwszy znaczący sukces wygrywając Ogólnopolskie Zawody Kulturystyczne w Ostrołęce. W tym samym roku założył również pierwszą siłownie w Lesznie, która działała przy Towarzystwo Krzewienia Kultury Fizycznej „Leszczynko”. W 1984 roku po raz pierwszy zdobył tytuł Mistrza Polski w kategorii do 70 kg. W 1985 został powołany do kadry Polski. W tym samym roku został wicemistrzem Polski, a na Mistrzostwach Europy w Madrycie wywalczył 12. miejsce. W 1986 wywalczył złoty medal na Mistrzostwach Europy w Warszawie (był to pierwszy złoty medal wywalczony przez polskiego kulturystę na zawodach międzynarodowych) oraz na mistrzostwach Polski. 
W 1988 zdobył brązowy medal Mistrzostw Polski. W 1991 zajął 8. miejsce na Mistrzostwach Świata w Kulturystyce. W 1991 zajął 2. miejsce w Pucharze Polski. W 1992 zajął 2. miejsce na Mistrzostwach Polski. 
W 2000 założył siłownię Gallaxy Sports przy ul. Niepodległości w Lesznie. W 2002 zdobył brązowy medal na Mistrzostwach Polski Weteranów.
Zmarł 5 lipca 2023 w Lesznie. Został pochowany na cmentarzu przy ul. Kąkolewskiej w Lesznie.